# رأی‌دهنده (فیلم)
رأی‌دهنده (به هندی: Mrityudata) فیلمی محصول سال ۱۹۹۷ و به کارگردانی مهول کومار است. در این فیلم بازیگرانی همچون آمیتاب باچان، دیمپل کاپادیا، کاریسما کاپور، پارش راوال، دیپاک تیجوری، ارباز علی خان، موکش ریشی، اشیش ویدیارتی، تیکو تالسانیا، مشتاق خان، فریده جلال، پران ایفای نقش کرده‌اند.